# Cristian Villagrán
Cristian Villagrán es un jugador profesional de tenis nacido el 20 de enero de 1982 en Buenos Aires, Argentina.

## Torneos Challengers (6; 1+5)

### Individuales (1)

#### Títulos
| N.º | Fecha               | Torneo | Superficie    | Oponente en la final | Resultado   |
| --- | ------------------- | ------ | ------------- | -------------------- | ----------- |
| 1.  | 10 de julio de 2006 | Mantua | Tierra batida | Giorgio Galimberti   | 6-2 5-7 6-4 |

#### Finalista (1)
| N.º | Fecha              | Torneo        | Superficie    | Oponente en la final | Resultado         |
| --- | ------------------ | ------------- | ------------- | -------------------- | ----------------- |
| 1.  | 5 de julio de 2004 | San Benedetto | Tierra batida | Daniele Bracciali    | 6-7(3) 1-6        |
| 2.  | 6 de julio de 2009 | San Benedetto | Tierra batida | Fabio Fognini        | 7-6(5) 6-7(2) 0-6 |

### Dobles (5)

#### Títulos
| N.º | Fecha                    | Torneo   | Superficie    | Pareja               | Oponentes en la final               | Resultado    |
| --- | ------------------------ | -------- | ------------- | -------------------- | ----------------------------------- | ------------ |
| 1.  | 14 de marzo de 2005      | Salinas  | Tierra batida | Juan Pablo Brzezicki | Juan Pablo Guzmán Sergio Roitman    | 6-2 6-4      |
| 2.  | 30 de mayo de 2005       | Sassuolo | Tierra batida | Juan Pablo Brzezicki | Paul Capdeville Simone Vagnozzi     | 7-6(5) 6-2   |
| 3.  | 1 de agosto de 2005      | Trani    | Tierra batida | Carlos Berlocq       | Giorgio Galimberti Irakli Labadze   | 4-6 6-2 6-4  |
| 4.  | 17 de julio de 2006      | Rímini   | Tierra batida | Juan Pablo Brzezicki | Vasilis Mazarakis Gabriel Moraru    | 6-2 5-7 10-6 |
| 5.  | 11 de septiembre de 2006 | Belém    | Tierra batida | Brian Dabul          | Alessandro Da Col Francesco Piccari | 6-1 7-6(5)   |